# 南山大學

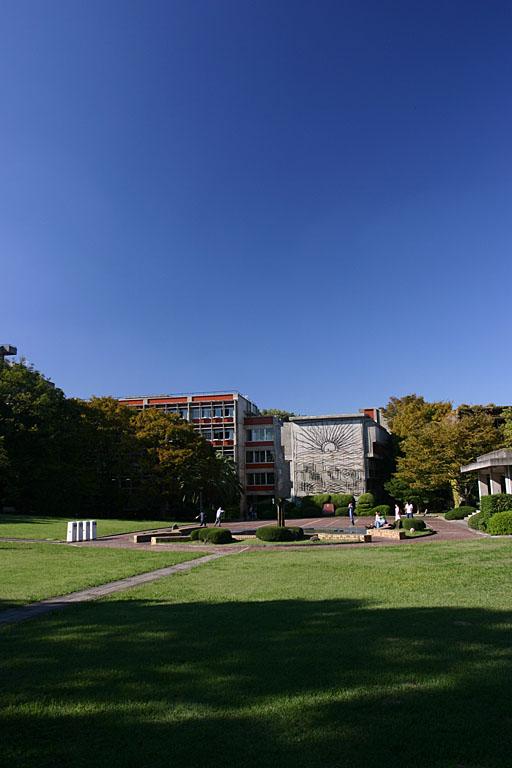
南山大學名古屋校區

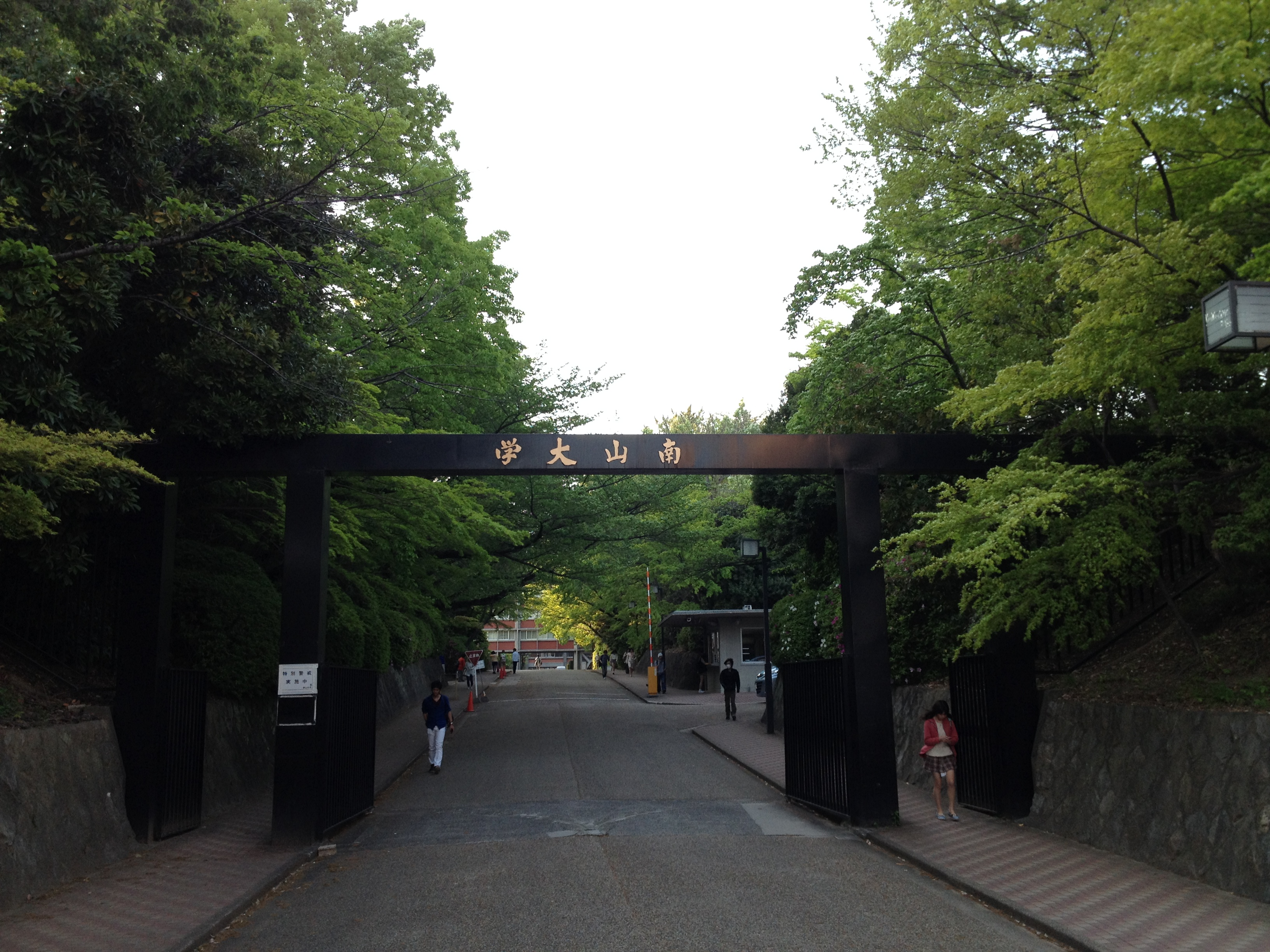
Nanzan_University_main_gate_2014

南山大學（日语：／ Nanzan daigaku *）是位於日本一所私立天主教大學，由聖言會創辦。校本部位於愛知縣名古屋市。
南山大學是中部地方最為知名的私立大學，名古屋六大學成員校之一，在當地人心目中享有相當地位。

## 歷史
運營南山大學的南山學園的設立母體為天主教修道會的聖言會。 明治末期來日的神言會德國人傳教士約瑟夫・賴納斯神父於1932年設立了南山初中（舊制）。 以1946年設立的南山外語專門學校為前身，1949年南山大學設立了1個學院4個專業，正式開始運營。 之後經過了70多年的歲月，南山大學如今發展成為擁有8個學院18個專業6個研究科的綜合大學。
南山大學是中部地方僅有的天主教大學，特別在東海地方為首屈一指的私立大學。
南山學園包括了自小學到研究所的完整教育體系，在東海地區人們的心裡是最有名氣的貴族學校。

### 教育理念
「基於基督教世界觀的學校教育」和「Hominis Dignitati（為了人的尊嚴）」

### 校名由來
校名取自發祥地五軒家町的週邊山林，該地被稱為「南山」。以「Nanzan（なんざん）」發音，則與李白詩作的「南山」、「南山壽」詩句相通，有硬朗、長壽的寓意。

### 上南戰
南山大學現與東京的天主教大學－上智大學具有姊妹校關係，每年舉行校際競賽「上南戰」，另外與世界各國的天主教大學也有合作關係。

## 所在地
名古屋校區
愛知縣名古屋市昭和區
- 使用學部：人文學部、外國語學部、經濟學部、經營學部、法學部、綜合政策學部、理工學部、國際教養學部

- 使用研究科：人間文化學研究科、國際地域文化研究科、社會科學研究科、法學研究科、理工學研究科、法務研究科

## 學術單位

### 學部（學院）
- 人文學部
- 外國語學部
- 經濟學部
- 經營學部
- 法學部
- 綜合政策學部
- 理工學部
- 國際教養學部

### 大學院（研究所）
- 人間文化學研究科
- 國際地域文化研究科
- 社會科學研究科
- 法學研究科
- 理工學研究科
- 法務研究科

## 知名校友
- 藤川政人 - 參議院議員（自民黨）、前財務副大臣、前總務大臣政務官
- 山本左近 - 眾議院議員（自民黨）（中退）
- 山森鐵直 - 國際飢餓對策機構總裁
- 石井詳悟 - 前國際貨幣基金組織亞太地區事務所所長
- 橫田順子 - 駐寮國特命全權大使、清邁總領事
- 渡邊利夫 - 駐玻利維亞特命全權大使、利斯菲總領事、利馬總領事
- 菊池功 - 天主教東京總教區總主教
- 三好迪 - 神父、弘前大學名譽教授
- 藤森利雄 - 名港海運社長、名古屋商工會議所副會長
- 小林右京 - 創作歌手
- 中嶋一貴 - 一級方程式賽車手（中退）

## 姊妹校
日本
上智大學

## 相关链接
- 學校法人南山學園（日语：学校法人南山学園）
- 日本大学列表
- 天主教大学

## 外部鏈接
- 南山大學 （页面存档备份，存于）（日語）（英文）（简体中文）
- 學校法人南山學園 （页面存档备份，存于）（日語）